# Soltýn pobřežní
Soltýn pobřežní (Sphyraena guachancho) je ryba z čeledi soltýnovití (Sphyraenidae), která se vyskytuje v Atlantském oceánu. Při západním pobřeží Atlantiku žije od Massachusetts přes Karibské moře a Mexický záliv až po Brazílii a při východním pobřeží Atlantiku žije od Senegalu po Angolu, s populacemi u Kanárských ostrovů a Kapverd.
Soltýn pobřežní má stejně jako ostatní soltýni podlouhlé tělo, které je podobné štice. Má dvě hřbetní ploutve. 
Soltýni pobřežní dorůstají až 2 metrů, běžně však jen kolem 70 cm. Žijí ve vodách do hloubky 100 m.